# Великий Брочанаць
Великий Брочанаць (хорв. Veliki Bročanac) — населений пункт у Хорватії, у Сплітсько-Далматинській жупанії у складі громади Клис.

## Населення
Населення за даними перепису 2011 року становило 159 осіб.
Динаміка чисельності населення поселення:

## Клімат
Середня річна температура становить 12,89 °C, середня максимальна – 27,34 °C, а середня мінімальна – -0,72 °C. Середня річна кількість опадів – 858 мм.
| Клімат поселення                              | Клімат поселення | Клімат поселення | Клімат поселення | Клімат поселення | Клімат поселення | Клімат поселення | Клімат поселення | Клімат поселення | Клімат поселення | Клімат поселення | Клімат поселення | Клімат поселення | Клімат поселення |
| Показник                                      | Січ.             | Лют.             | Бер.             | Квіт.            | Трав.            | Черв.            | Лип.             | Серп.            | Вер.             | Жовт.            | Лист.            | Груд.            |                  |
| Середній максимум, °C                         | 8,76             | 9,32             | 12,32            | 16,04            | 20,74            | 24,70            | 27,34            | 27,30            | 22,41            | 17,75            | 12,54            | 9,66             |                  |
| Середня температура, °C                       | 4,04             | 4,57             | 7,57             | 11,29            | 15,98            | 19,95            | 23,06            | 23,00            | 18,12            | 13,46            | 8,26             | 5,38             |                  |
| Середній мінімум, °C                          | −0,72            | −0,19            | 2,83             | 6,54             | 11,25            | 15,19            | 18,76            | 18,72            | 13,83            | 9,17             | 3,96             | 1,10             |                  |
| Норма опадів, мм                              | 73               | 64               | 69               | 73               | 59               | 58               | 38               | 51               | 76               | 94               | 110              | 93               |                  |
| Середньомісячна швидкість вітру, м/с          | 3.27             | 3.51             | 3.53             | 3.30             | 2.92             | 2.62             | 2.62             | 2.53             | 2.86             | 3.04             | 3.66             | 3.68             |                  |
| Середньомісячна сонячна радіація, кДж/м²·день | 5526             | 8216             | 11885            | 16308            | 20187            | 22659            | 24220            | 21542            | 16018            | 10386            | 5918             | 4655             |                  |
| --------------------------------------------- | ---------------- | ---------------- | ---------------- | ---------------- | ---------------- | ---------------- | ---------------- | ---------------- | ---------------- | ---------------- | ---------------- | ---------------- | ---------------- |
| Джерело:                                      |                  |                  |                  |                  |                  |                  |                  |                  |                  |                  |                  |                  |                  |